# How the Day Was Saved
How the Day Was Saved è un cortometraggio muto del 1913 diretto da Edward Dillon e basato su una storia di Anita Loos.

## Produzione
Il film fu prodotto dalla Biograph Company.

## Distribuzione
Distribuito dalla General Film Company, il film - un cortometraggio di 124 metri - uscì nelle sale cinematografiche USA il 1º dicembre 1913. Nelle proiezioni, veniva programmato con il sistema dello split reel, accorpato in un'unica bobina con un altro cortometraggio prodotto dalla Biograph, la commedia Binks' Vacation.
Non si conoscono copie ancora esistenti della pellicola che viene considerata presumibilmente perduta.